# Пирамидз
«Пирамидз» (араб. نادي بيراميدز‎) — египетский футбольный клуб из Каира, столицы Египта. Домашние матчи команда проводит на стадионе 30 июня, вмещающем около 30 000 зрителей. Ныне «Пирамидз» выступает в Премьер-лиге, высшем уровне в системе футбольных лиг Египта.

## История
«Аласьюти Спорт» был основан в 2008 году и базировался в городе Асьют. В июне 2014 года команда впервые в своей истории вышла в Премьер-лигу после успешного выступления в плей-офф Второго дивизиона.
В дебютном сезоне в Премьер-лиге «Аласьюти Спорт» играл роль безнадёжного аутсайдера, одержав лишь две победы в 38 матчах и заняв предпоследнее место, в зоне вылета. В 2016 году команда выиграла свою группу во Втором дивизионе, но уступила в плей-офф клубу «Аль-Наср Лель Тааден» из Идфу в серии пенальти после двух матчей, закончившихся с одинаковым счётом 1:1. Спустя год «Аласьюти Спорт» с большим отрывом победил в группе А Второго дивизиона, что гарантировало ему возвращение в Премьер-лигу. Под руководством египетского тренера Али Махера он занял девятое место в чемпионате 2017/2018.
Летом 2018 года клуб возглавил председатель Спортивного управления Саудовской Аравии Турки аш-Шейх. Название команды было изменено с «Аласьюти Спорт» на «ФК Пирамидз», а деньги, которые Турки аш-Шейх вложил в клуб, пошли на его значительное усиление. 28 июня 2018 года бывший тренер каирского «Аль-Ахли» Хоссам аль-Бадри был назначен президентом клуба, Ахмад Хассан — пресс-секретарём и руководителем футбольной команды, Хади Хашаба — футбольным директором, а бывший наставник бразильского «Ботафого» Алберто Валентин — главным тренером «Пирамидз».

## Главные тренеры
| Тренер           | Страна    | С               | По              | И                | В        | Н           | П               | % побед | Ссылки |   |   |   |        |             |
| ---------------- | --------- | --------------- | --------------- | ---------------- | -------- | ----------- | --------------- | ------- | ------ | - | - | - | ------ | ----------- |
| Тренер           | Страна    | С               | По              | Алберто Валентин | Бразилия | 1 июля 2018 | 16 августа 2018 | 3       | Ссылки | 2 | 1 | 0 | 066,67 | [ 5 ] [ 6 ] |
| Рикардо Лавольпе | Аргентина | 18 августа 2018 | 29 октября 2018 | 7                | 3        | 3           | 1               | 042,86  | [ 7 ]  |   |   |   |        |             |
| Хусам Хасан      | Египет    | 29 октября 2018 | 25 января 2019  | 11               | 6        | 5           | 0               | 054,55  | [ 8 ]  |   |   |   |        |             |
| Себастьен Десабр | Франция   | 8 июля 2019     | 19 декабря 2019 | 19               | 12       | 4           | 3               | 063,16  | [ 9 ]  |   |   |   |        |             |

## Форма

### Домашняя
| 2018/19 | 2019/20 | 2020/21 | 2021/22 |

### Гостевая
| 2018/19 | 2019/20 | 2020/21 | 2021/22 |

### Резервная
| 2018/19 | 2019/20 | 2020/21 | 2021/22 |